# Nagysikárló
Nagysikárló település Romániában, Máramaros megyében.

## Fekvése
Máramaros megyében, Nagybányától nyugatra, a Szamos folyó mellett fekvő település.

## Története
A település régen a meggyesi uradalom-hoz tartozott, és annak sorsában osztozott, de később gróf Károlyi Sándor kapta meg.
1810-ben a Károlyiak mellett a báró Wesselényi, Szeleczky, Vankay, Darvay, Kengyel, Korda, Horváth és Nagy családok voltak birtokosai.
A 20. század elején nagyobb birtokosa gróf Károlyi Lajos volt.
A Sikárlói völgy az Ilobai völgy folytatása, ahol nagyobb aranytartalmú erek voltak találhatók.
A környező hegyek híres bortermő helyek voltak.
A 20. század elején Sikárló határához tartoztak a Csonkás Ptyetris szőlőtelep, Kolymán, Ptyiklós szőlőtelepek, Károlyitag, Solltag, és a Brachfeld-féle, és a Geroldi társaság aranybánya telepek, majorok,
Egy 1493-ból származó határjáró oklevél Sikárló mellett említi Thamasfalwa községet is, mely akkoriban a szinéri vár tartozéka volt, de azóta elpusztult.

## Nevezetességek
- Görögkatolikus templom – 1750 körül épült.